# Agustín Sánchez
Agustín Sánchez Parra (ur. 4 grudnia 1983) – hiszpański zapaśnik walczący w stylu wolnym. Zajął 30. miejsce na mistrzostwach świata w 2010. Trzynasty na mistrzostwach Europy w 2010. Brązowy medalista igrzysk śródziemnomorskich w 2009. Wicemistrz śródziemnomorski w 2016 roku.